# تاکوما نیشیمورا (بازیکن فوتبال)

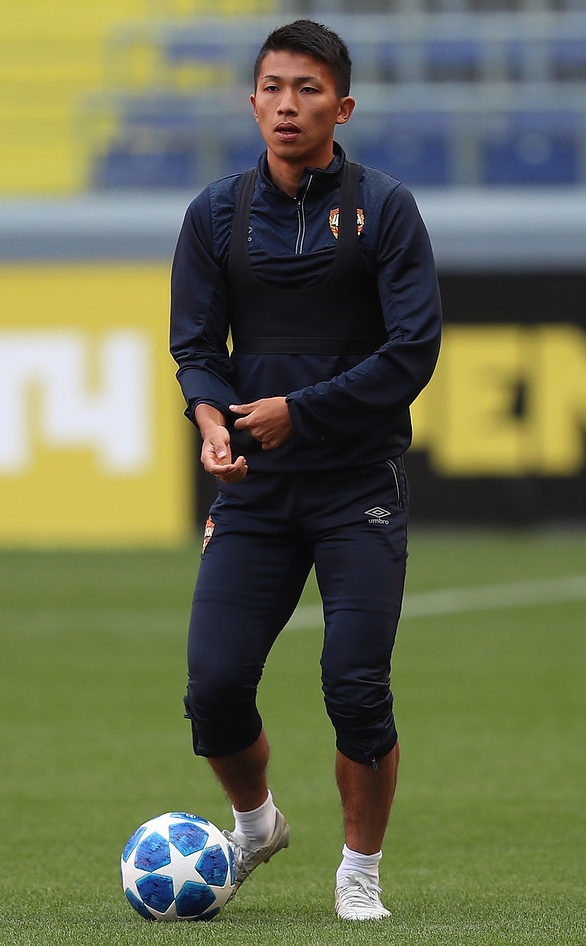
به ظاهرش میخوره بازیکن فوتبال جوان و نژادش چشم بادومی آسیای شرقی باشد

تاکوما نیشیمورا (ژاپنی: 西村 拓真؛ زادهٔ ۲۲ اکتبر ۱۹۹۶) یک بازیکن فوتبال اهل ژاپن است.
از باشگاه‌هایی که در آن بازی کرده‌است می‌توان به باشگاه فوتبال وگالتا سندای، باشگاه فوتبال زسکا مسکو و باشگاه ورزشی پورتیموننزه اشاره کرد.